# إيتاكوي (لاعب كرة قدم مواليد 1988)
إيتاكوي هو لاعب كرة قدم برازيلي في مركز الدفاع، ولد في 28 فبراير 1988 في إيتاكوي في البرازيل. لعب مع باوليستا وغريميو بورتو أليغرينزي ونادي بارانا ونادي جوفنتودي ونادي غواراني ونادي كاشياس دو سول ونادي كريسيوما ونادي ناوتيكو.